# أبنوير
أبنوير (بالفرنسية: Appenwihr) هي بلدية فرنسية تقع في إقليم هوت-رين في منطقة غراند إيست شمال شرق فرنسا.

## الجغرافيا
تقع أبنوير في سهل الألزاس، بين نهري الإيل والراين، على بعد حوالي 11 كيلومترًا جنوب شرق مدينة كولمار، و7.5 كيلومترًا غرب نوف-بريزاخ.

## الإدارة
تنتمي البلدية إلى دائرة كولمار-ريبوفيليه وكانتون أندولشيم. يشغل منصب العمدة الحالي تييري سوتيفيه للفترة 2020–2026.

## السكان
بلغ عدد سكان أبنوير 585 نسمة حسب إحصاء عام 2022، مع كثافة سكانية تقارب 76 نسمة لكل كيلومتر مربع.

## المعالم
- كنيسة سانت أنطوان الكاثوليكية والبروتستانتية.

- مجموعة من التلال الجنائزية (تومولي) تعود إلى العصر البرونزي الأوسط، تقع في غابة كاستنفالد.